# Volkswagen Transporter
Volkswagen Transporter (також відомий як VW Bus, в просторіччі або жаргоні — VW Bulli) — це мікроавтобуси, що виробляються концерном Volkswagen з 1950 року і є другою (Typ 2) цивільною моделлю авто від Volkswagen після VW Typ 1 „Käfer“.
Станом на 2015 рік було продано 12 мільйонів фургонів Transporter, що робить його найбільш продаваним фургоном усіх часів.

## Історія
Ідея створення Transportera належить голландському імпортеру Volkswagen Бену Пону (Ben Pon senior). 23 квітня 1947 року Бен Пон побачив на заводі Фольксваген у Вольфсбурзі автоплатформу, створену працівниками заводу на базі „Жук“а. Пон вирішив, що в той час коли Європа відроджується після Другої світової війни автомобіль для перевезення дрібних вантажів має стати дуже популярним. Коли він запропонував свої ескізи генеральному директору Генріху Нордгоффу, той погодився привести ідею в життя. Transporter представили 12 листопада 1949 р. на офіційній прес-конференції:
|                                                        | Як і «Фольксваген Жук», наша машина не знає компромісів. У нашій і тільки в нашій машині вантажна платформа буде точно між двома осями. Вага водія в передній частині та еквівалентна вага двигуна і бензобака позаду забезпечують найкращий розподіл маси. Навантаження на мости завжди однакове, незалежно від того, повністю або частково завантажений автомобіль. |
| — Генріх Нордхов, гендиректор Volkswagen на той момент | |

## VW T1 (1950—1967)

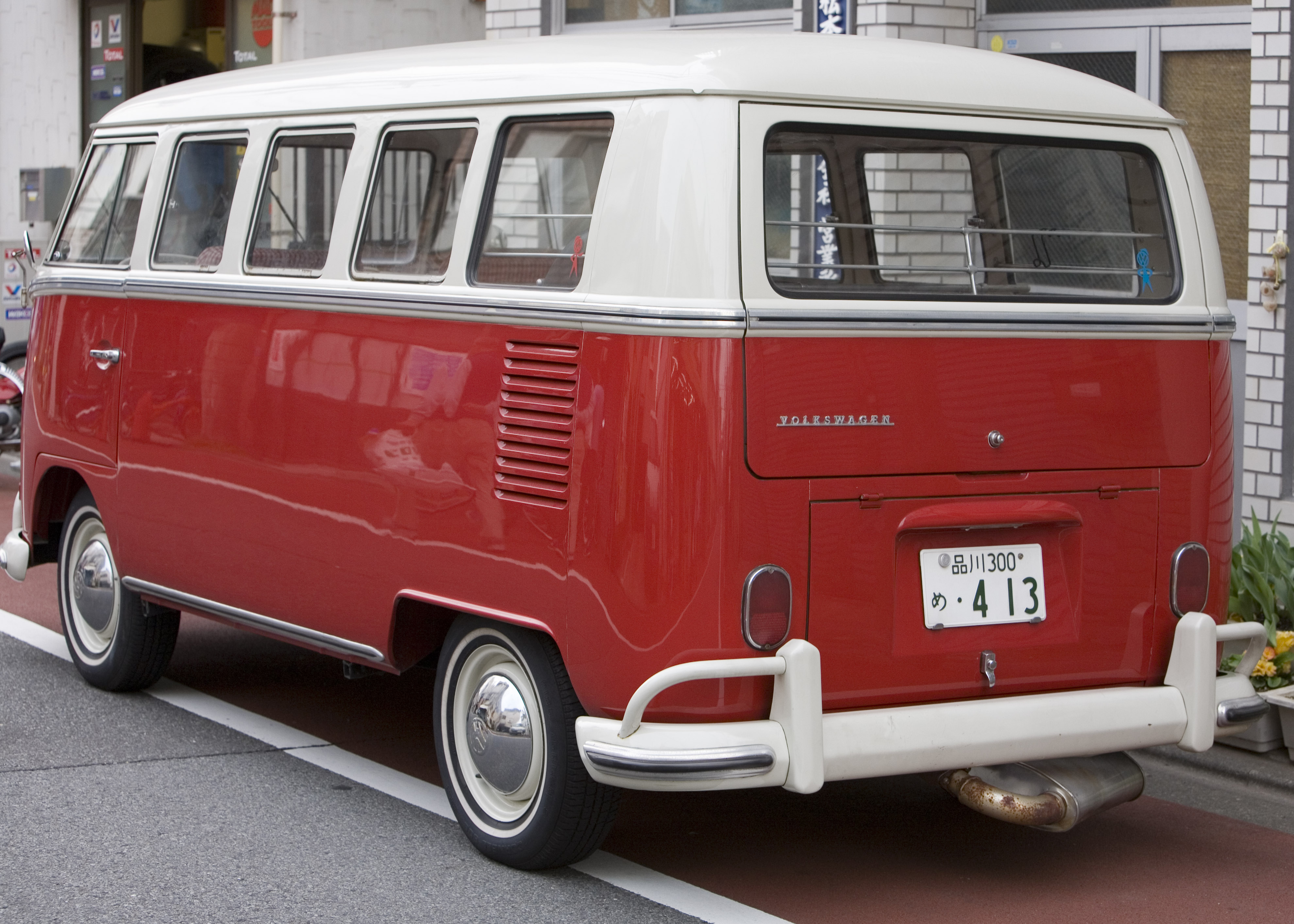
Модифікація T1: SambaBUS

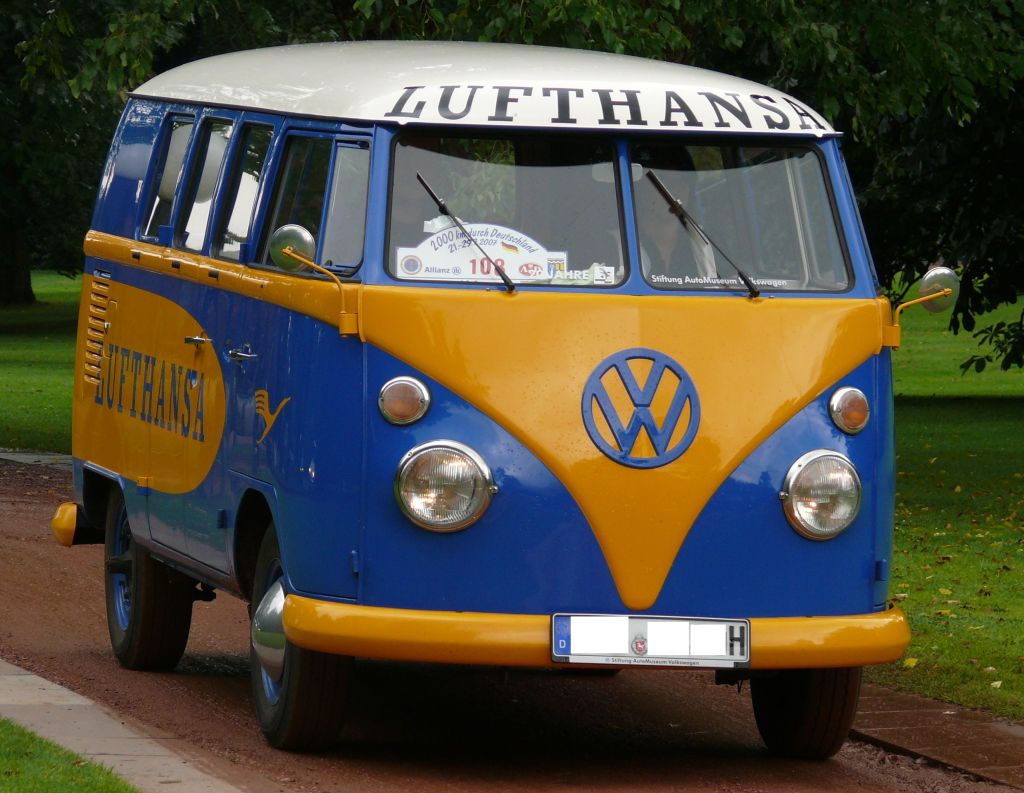
VW T1 належить авіакомпанії Lufthansa

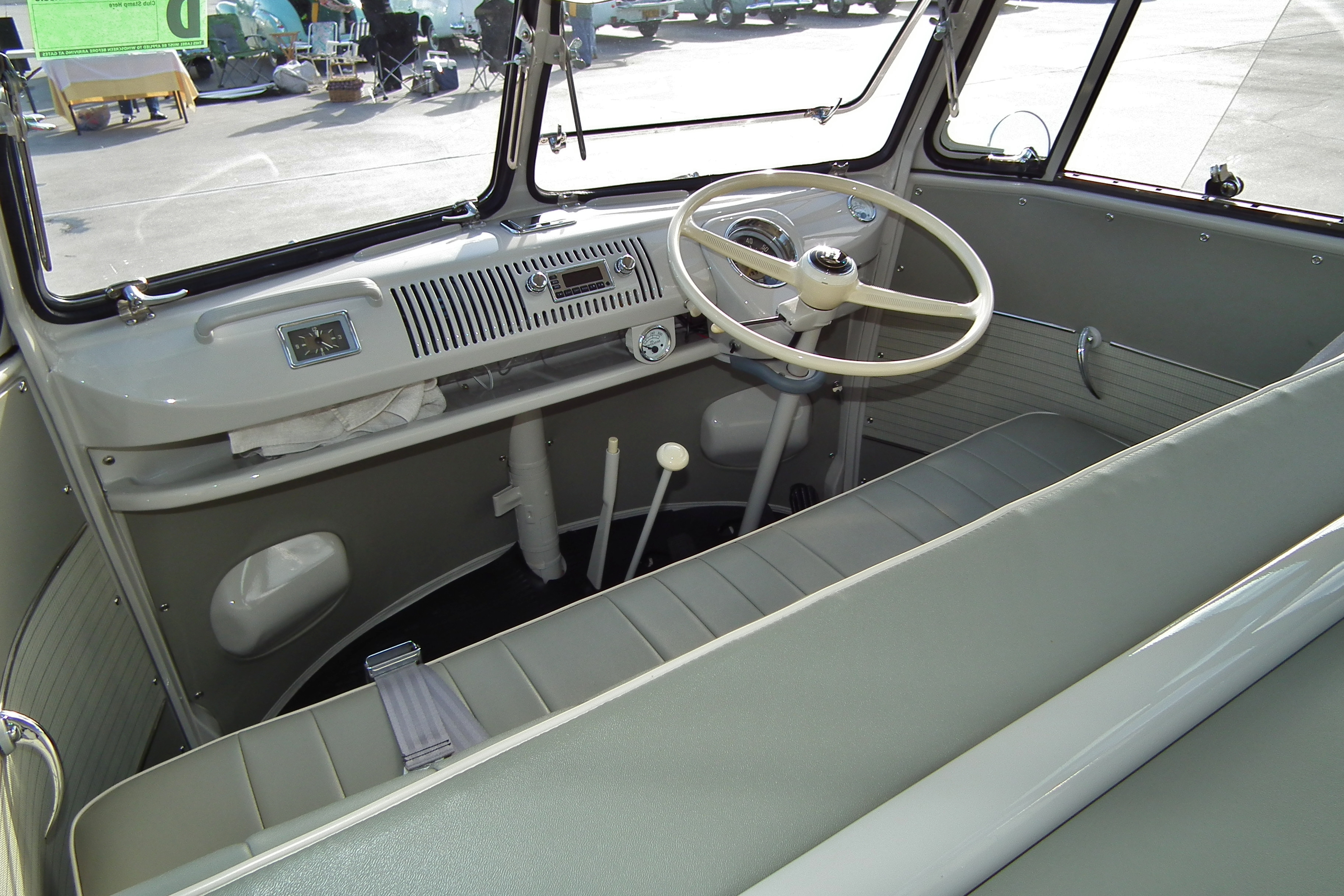

### Опис
VW T1 почав випускатися з 1950 року на заводі в Вольфсбурзі. У перші місяці щоденно випускалося близько 60 автомобілів VW T1. Спочатку на VW Transporter використовувалися двигун і трансмісію VW Beetle, правда замість рами центрального тунелю у нього було шасі несучого кузова, опорою якого служила багатоланкова рама. Т1 міг перевозити вантаж масою приблизно 750 кілограм. 4-циліндровий двигун із заднім приводом також перекочував з Жука і мав потужність 25 кінських сил. Дизайн автомобіля виділявся величезним логотипом VW і розділеним на дві частини лобовим склом. Скло на дверях водія і пасажира були розсувними. Автомобіль оснащувався барабанними гальмами.
8 березня 1956 року виробництво було перенесено з заводу у Вольфсбурзі на новий завод VW в Ганновер.
2019 року VW випустив оновлену версію T1, зробивши його електрокаром з батареєю на 10 кВт, зовні модель не змінилась.
T1 разом із Citroën TUB 1939 року та Citroën H Van 1947 року є одними з перших фургонів із «переднім кермуванням», у яких водій розміщувався над передніми опорними колесами. Вони почали тенденцію в Європі, де 1952 GM Bedford CA, 1958 RAF-977, 1959 Renault Estafette, 1960 BMC Morris Commercial J4 і 1960 Commer FC також використовували цю концепцію. У Сполучених Штатах вантажний фургон Chevrolet Corvan і пасажирський фургон Greenbrier, що базуються на Corvair, перейняли використання заднього розташування двигуна автомобіля Corvair так само, як Type 2 використовував заднє розташування двигуна Type 1, використовуючи горизонтально-оппозитний 6-циліндровий двигун Corvair з повітряним охолодженням для потужності. За винятком Chevrolet Greenbrier, різноманітних мінівенів Fiat 1950–70-х років і Mazda Bongo, Type 2 залишався унікальним у тому, що мав задній двигун. Це було недоліком для ранніх панельних фургонів із дверима, які не можна було легко завантажити ззаду, оскільки кришка двигуна заважала внутрішньому простору, але загалом вони були вигідними щодо зчеплення та внутрішнього шуму. Пікап Corvair використовував відкидну бічну панель, яка функціонувала як пандус у ліжко, коли відкривалася, і називалася «Rampside». «Пікап» VW як у версіях з одномісною, так і в подвійній кабіні мав рівне ліжко/підлогу від передньої до задньої частини на висоті кришки моторного відсіку, що мало перевагу рівної вантажної підлоги, але на більшій висоті, тоді як Ліжко/підлога Corvair «пікап» опустилася перед моторним відсіком до набагато нижчої вантажної підлоги, що добре працювало з унікальною конфігурацією «Rampside» для завантаження.

### Модифікації
- Платформенна вантажівка з простою кабіною
- Платформена вантажівка з подвійною кабіною
- Мікроавтобус з або без трьох додаткових вікон з кожної сторони
- Мікроавтобус до дев'яти місць, включаючи водія (13 вікон, включаючи вікна в двері)
- SambaBUS
- Надзвичайні транспортні засоби (швидка допомога, поліція і т. д.)
- Автомобілі з високим дахом
- Camper з кемпінговим обладнанням
- Зі складним дахом і внутрішнім наметом

### Двигуни
- 1.1 L B4
- 1.2 L B4
- 1.5 L B4
- 1.6 L B4 (Бразилія, після 1967)

## VW T2 (1967—1979, 1997—2013)

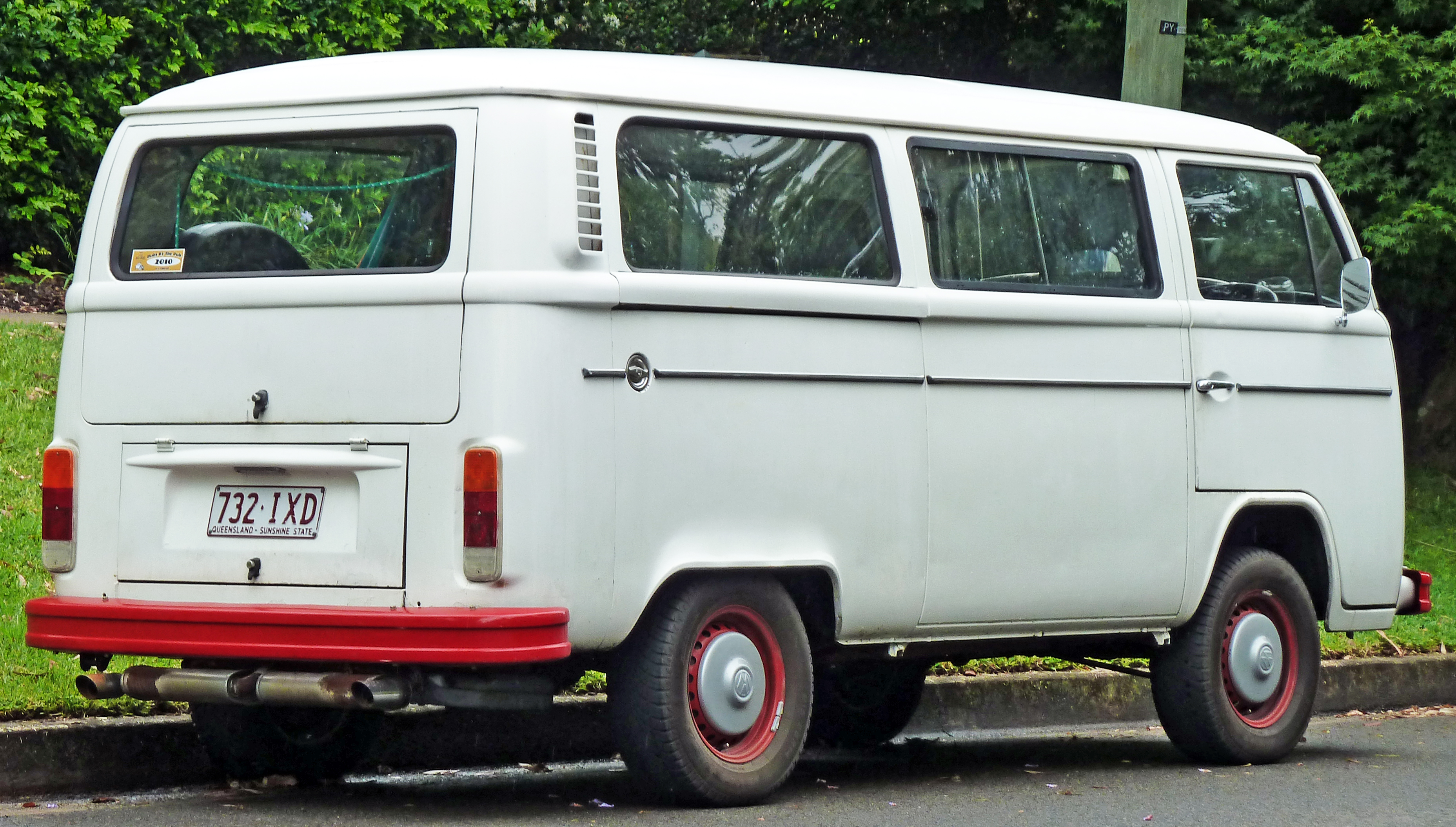
VW T2

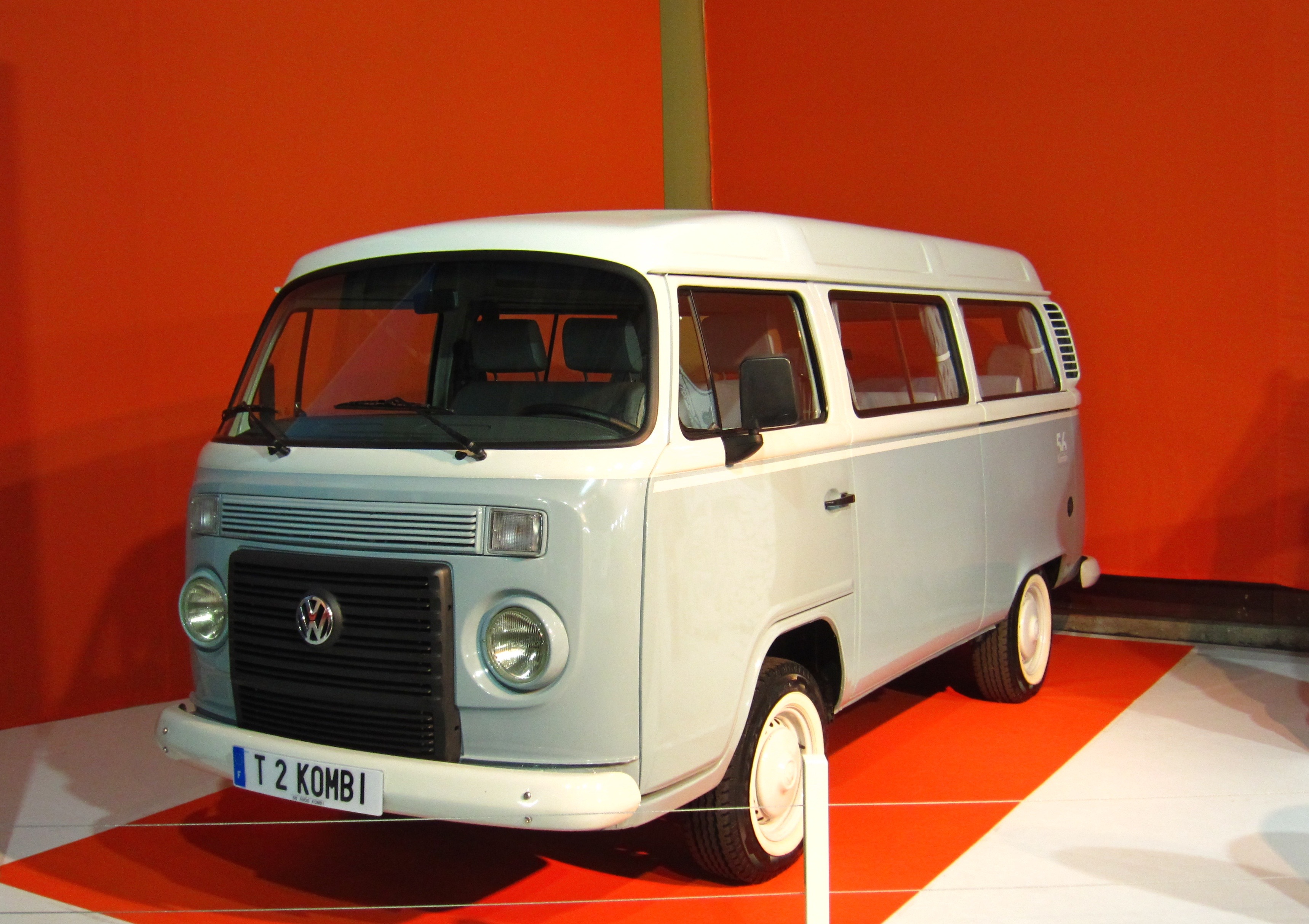
Так виглядають сучасні VW T2

### Опис
В 1967 році з'явилося друге покоління Transporter-a. У ньому був збережений підхід T1 по частині шасі і дизайну. Т2 почали випускати як і попередника Т1 на заводі в Ганновері. З більш ніж 2,5 млн автомобілів Т2 зроблених у Німеччині, дві третини пішли на експорт. Всього ж на всіх заводах до 2015 року виготовлено 12 000 000 автомобілів Volkswagen Type 2.
Новий транспортер мав більш комфортну кабіну з суцільним гнутим лобовим склом, поліпшену задню підвіску і потужніший двигун. Розсувні двері з боків увійшли в стандартну комплектацію.

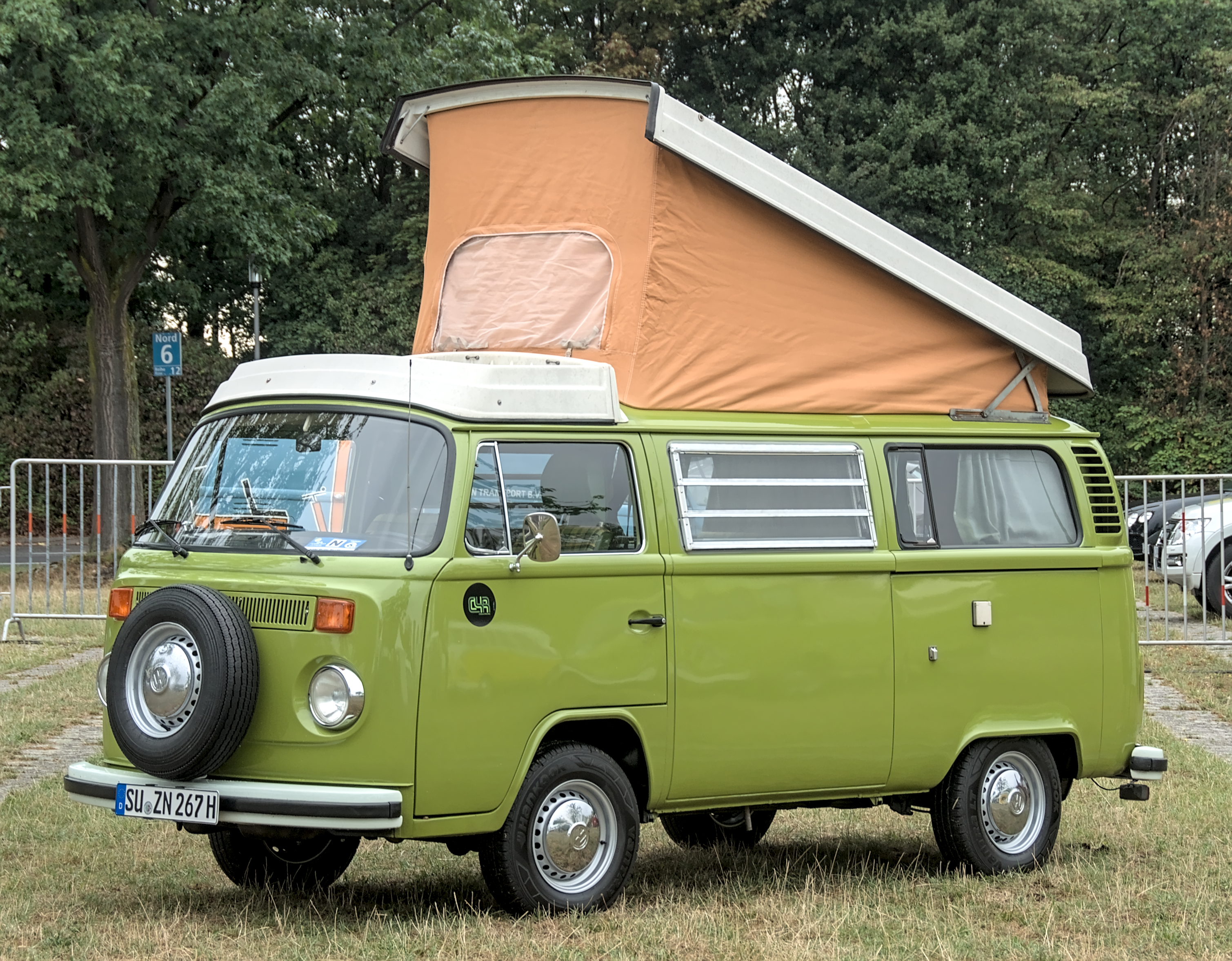
VW T2A Camper

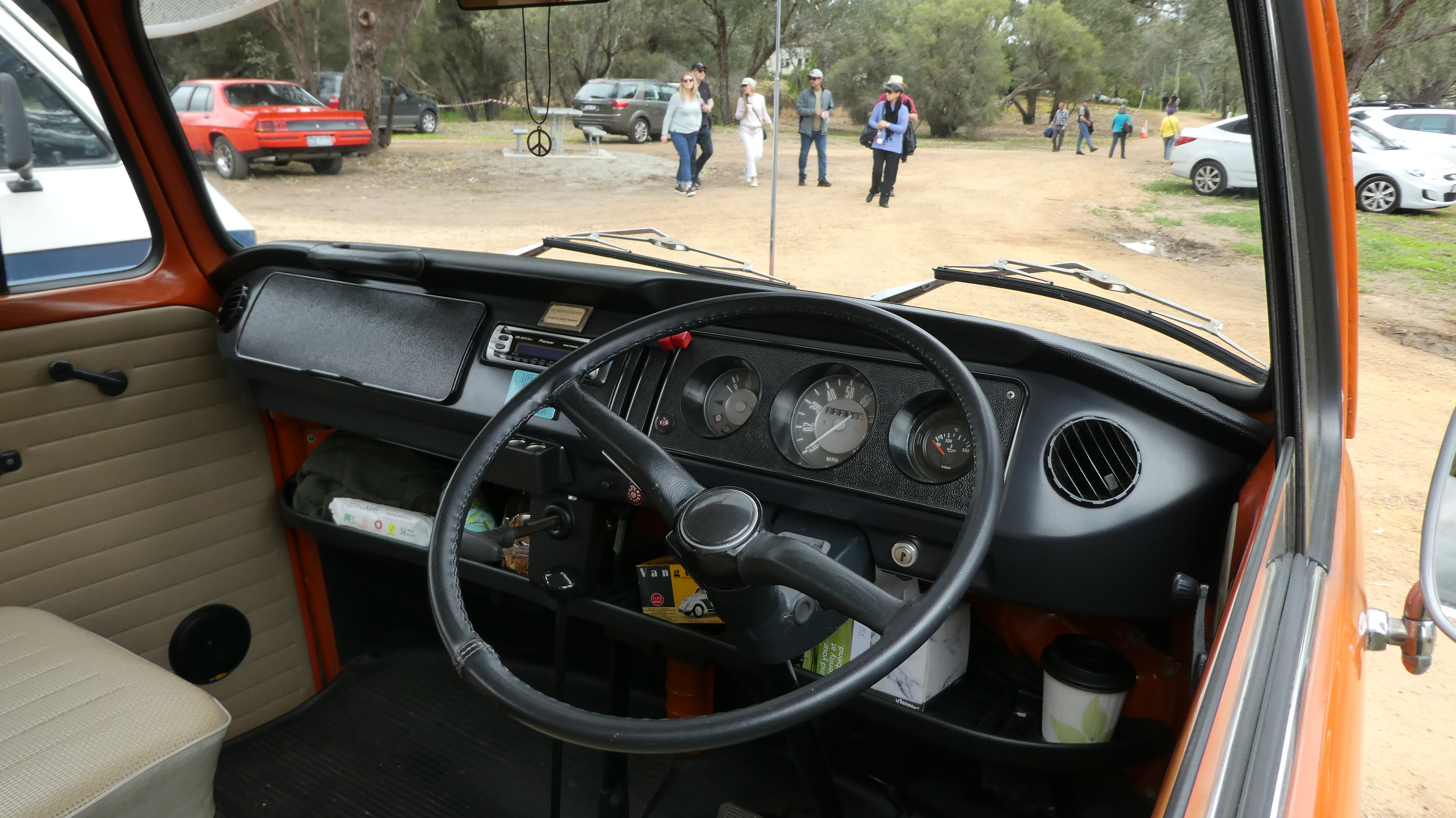

З 1968 року всі автомобілі Т2 оснащувалися двоконтурною гальмівною системою, а з серпня 1970 року з'явилися додаткові дискові гальма спереду. В 1972 році з'явився більш плоский 1,7 літровий двигун на 66 кінських сил. При цьому з'явилася можливість обладнання автомобіля триступеневою автоматичною коробкою передач. З 1975 Т2 випускалися з 1,6-2 літровими двигунами на 50-70 к.с.
В 1979 році випуск Т2 був припинений. Тим не менше в 1997 році Т2 знову почали випускати на заводі VW в Мексиці. Нові автомобілі мають більш кутастий дах, а з 2006 р. решітку радіатора з чорного пластику.
З 1967 по 1979 рік в Німеччині продано 750413 автомобілів моделі T2.

### Модифікації
- Закритий фургон
- Мікроавтобус до дев'яти місць, включаючи водія
- Вантажівка-платформа з простою кабіною
- Вантажівка-платформа з подвійною кабіною
- Вантажівка з великими дерев'яними платформами 5,2 метра квадратних
- Спеціальні машини (швидка допомога, поліція, ліфт, рефрижератор і т. ін.)
- Моделі з великими бічними дверима замість зсувних
- Camper з обладнанням для кемпінгу

### Двигуни
- 1.6 L B4
- 1.7 L B4
- 1.8 L B4
- 1.8 L I4
- 2.0 L B4

## Т3 (1979—1992, 1992—2003)

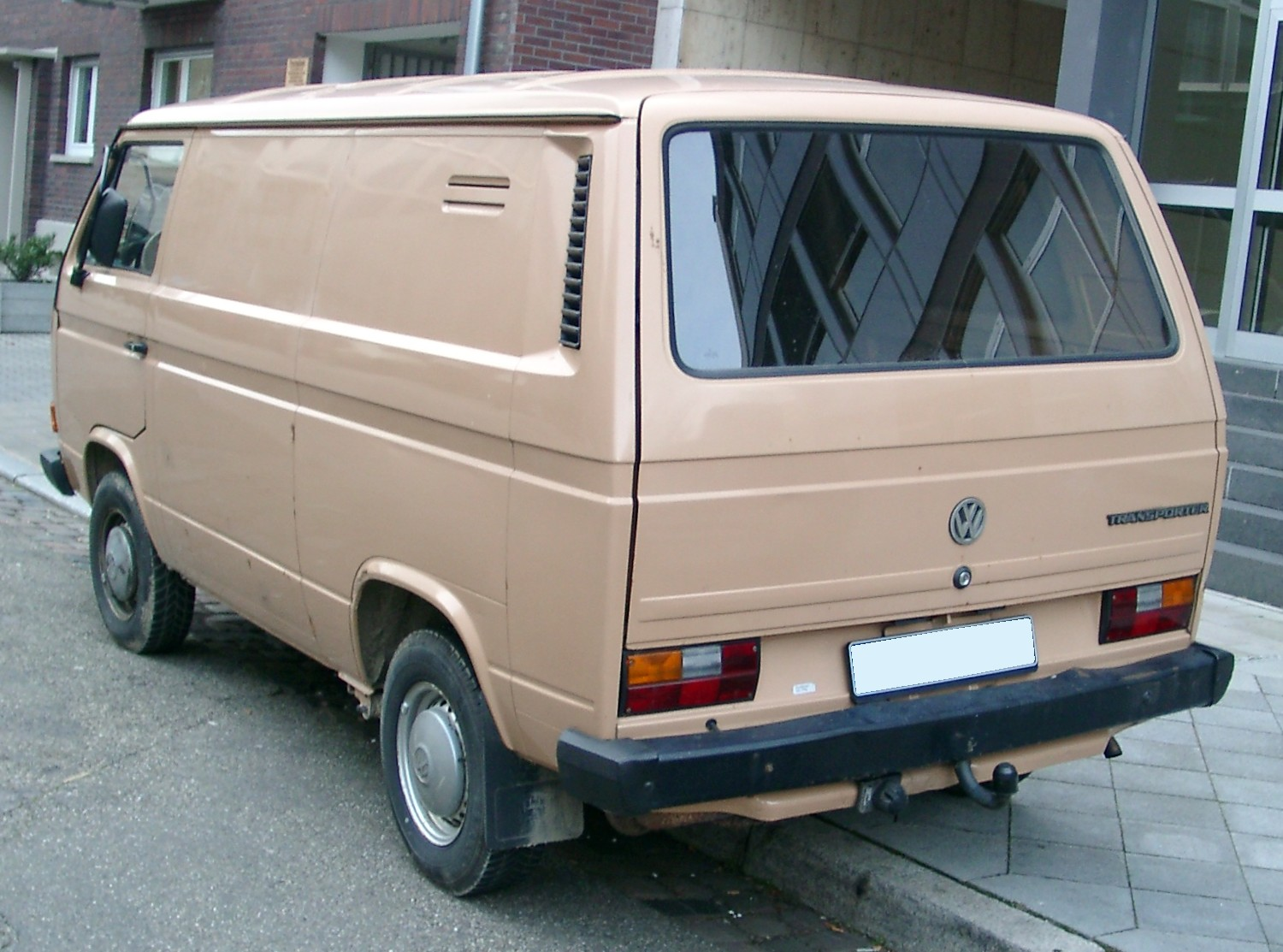
VW T3

T3 як і всі його попередники мав індекс Type 2. У VW T3 було проведено безліч технічних нововведень. Колісна база Т3 збільшилася на 60 міліметрів. Т3 став на 12,5 сантиметрів ширше ніж його попередник Т2 і важив мінімум на 60 кілограмів більше (1365 кг).
Двигун в Т3 як і в більш ранніх моделях знаходився позаду, хоча в той час це вважалося застарілим. Тим не менш модель користувалася величезним успіхом в Німеччині, Нідерландах, Австрії та на території колишнього СРСР.

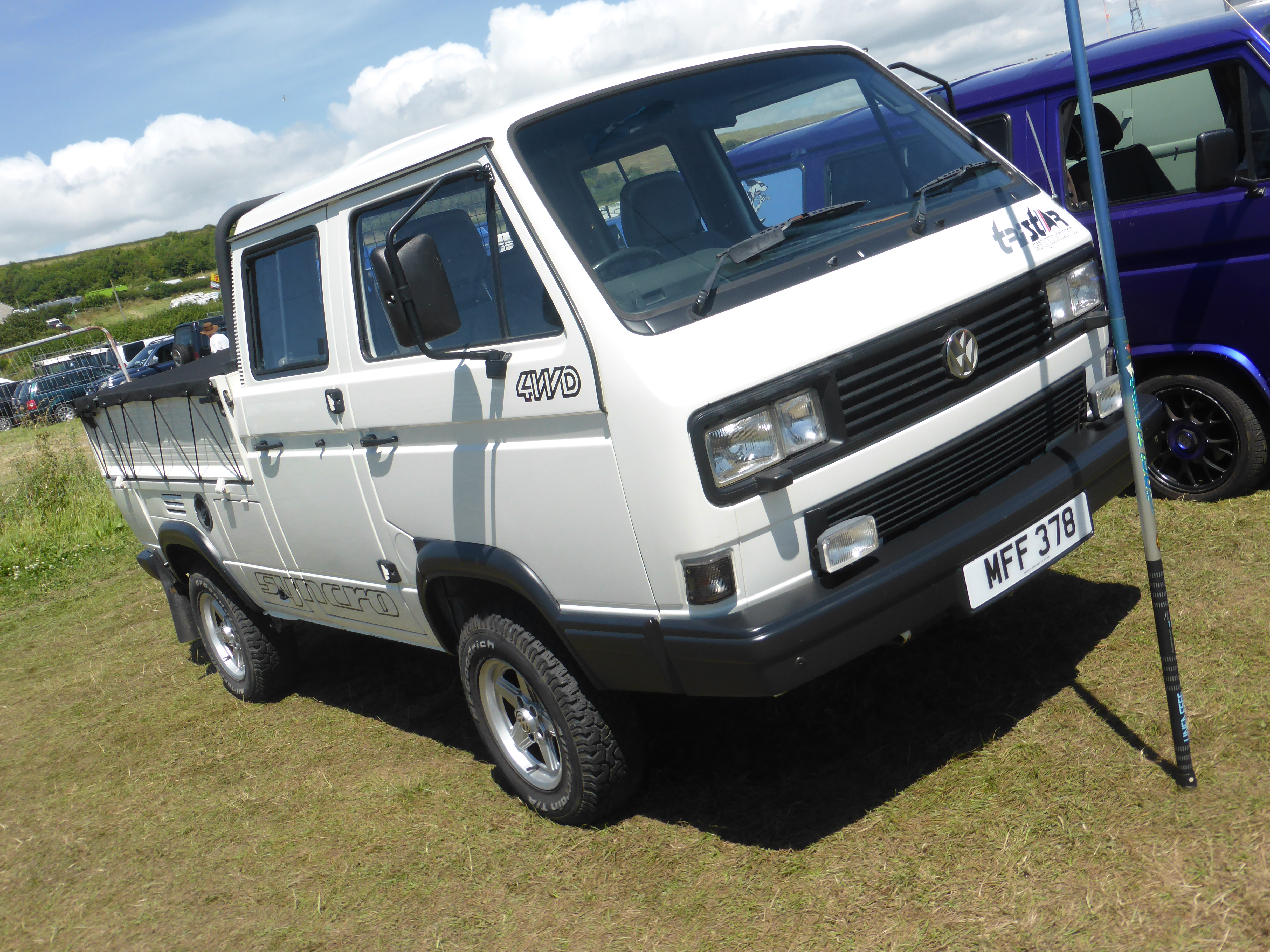
VW T3 Syncro

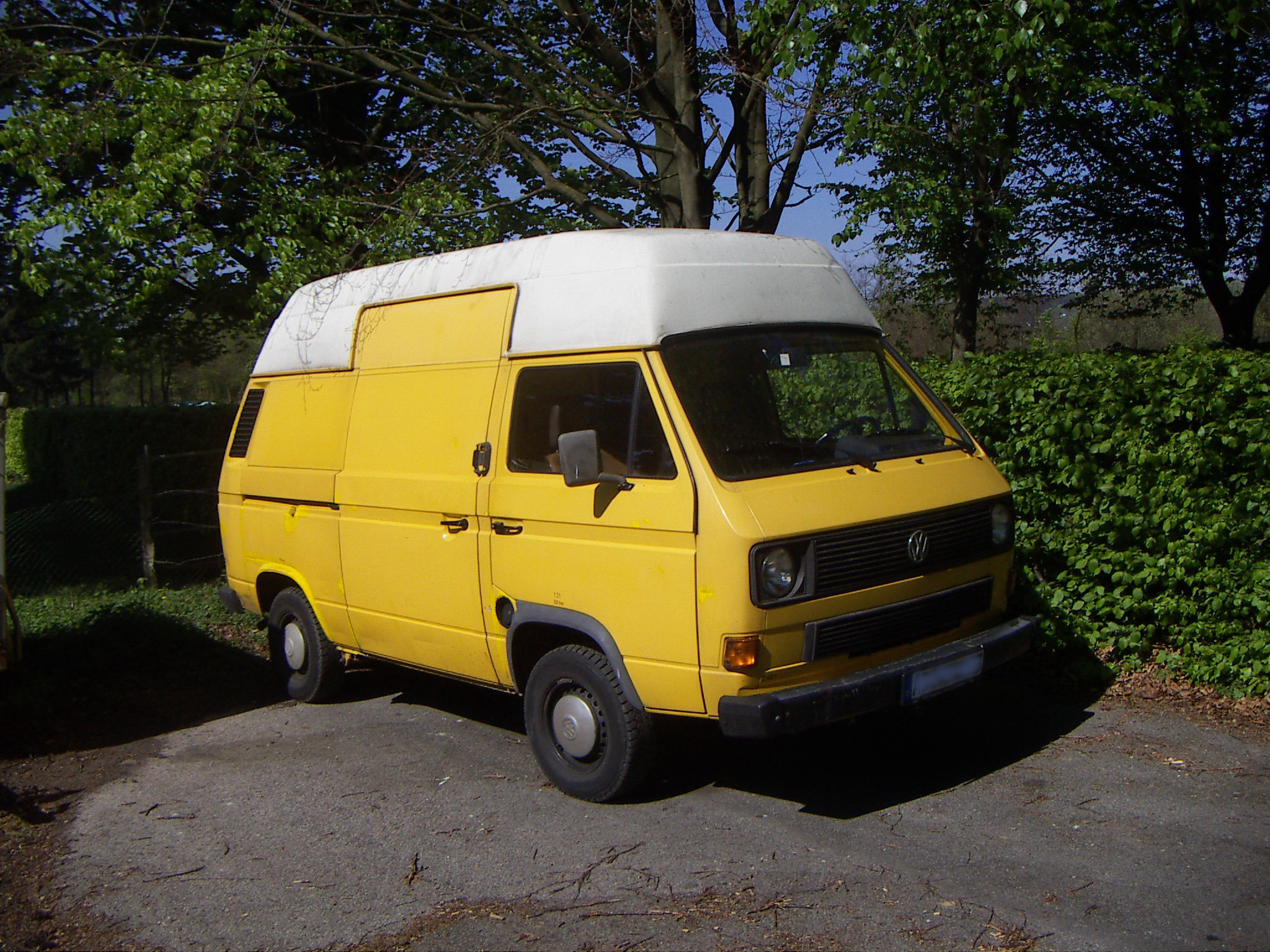
VW T3 з високим дахом

VW запропонував величезний вибір додаткового обладнання в тому числі електричні склопідйомники, електричний регулятор зовнішніх дзеркал заднього виду, центральний замок, тахометр, підігрів сидінь, задні склоочисники, система очищення фар, а з 1985 р. повний привід і кондиціонер. З 1986 року на Т3 можна було встановити ABS за додаткові 3720 німецьких марок (дані на 1989 рік). Подушки безпеки з'явилися тільки в його наступника Т4.
Найбільшою проблемою Т3 було швидке покриття іржею деяких деталей.
У 1985 році з'явився ексклюзивний Caravelle Carat, який був розрахований на бізнес клієнтів. Автомобіль був обладнаний литими дисками, передніми спойлерами, опущеним шасі, складним столом, підсвічуванням сходинок, сидіннями з замші. Сидіння у другому ряду могли повертатися.
У 1985 році представлений Multivan — сімейний автомобіль універсального використання.
Т3 став останнім автомобілем Volkswagen в Європі, який мав заднє розташування двигуна. Т3 розглядають як останнього справжнього Bulli. У 1990 році було завершено виробництво на заводі в Ганновері, а в 1992 році на заводі в Австрії.
Починаючи з 1992 року виробництво було перенесено на завод в Південній Африці який випускав Т3 виключно для місцевого ринку. Виробництво тривало до літа 2003 року.
Т3 досі дуже популярні в Африці та на території колишнього СРСР.

## VW Т4 (1990—2003)

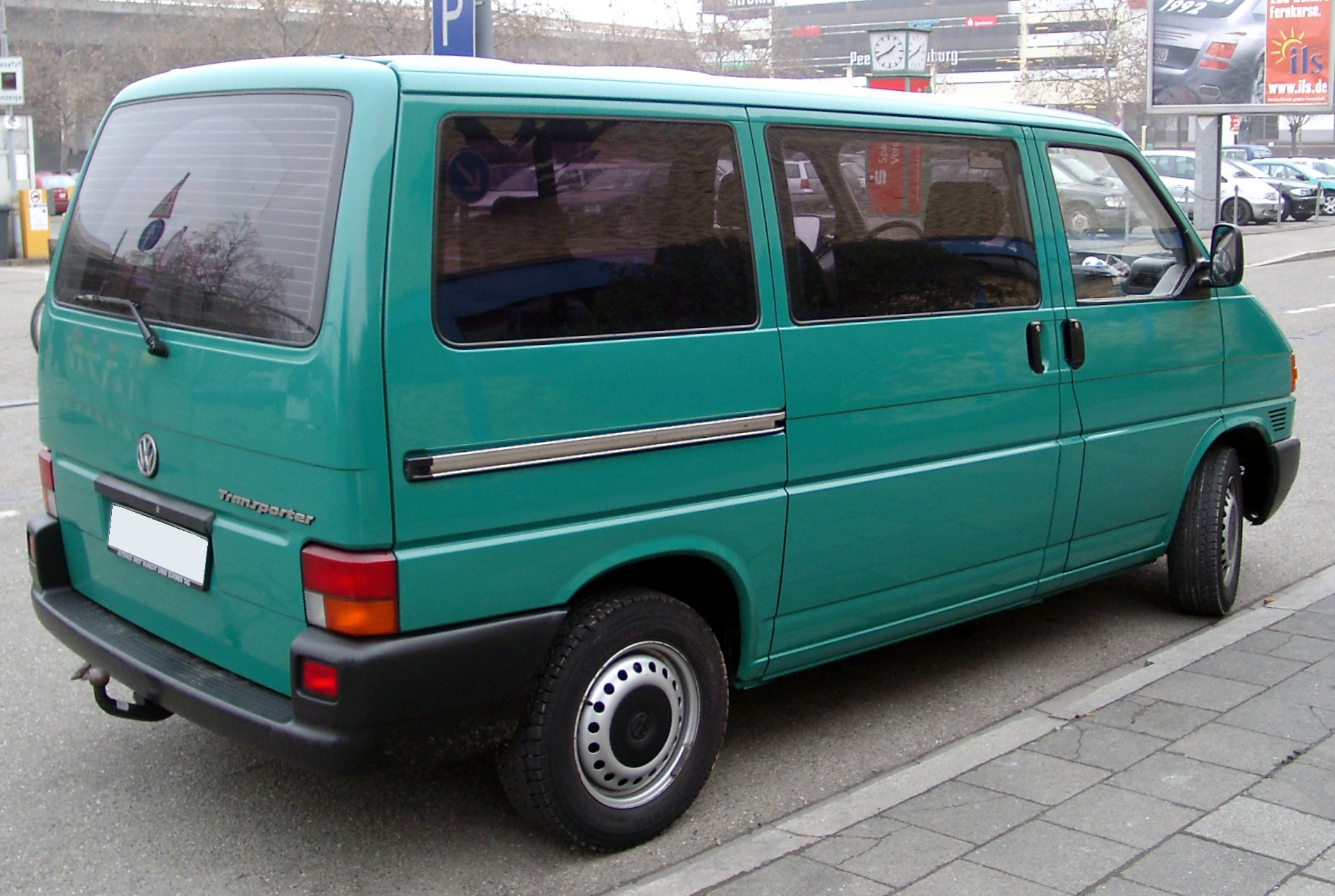
VW T4

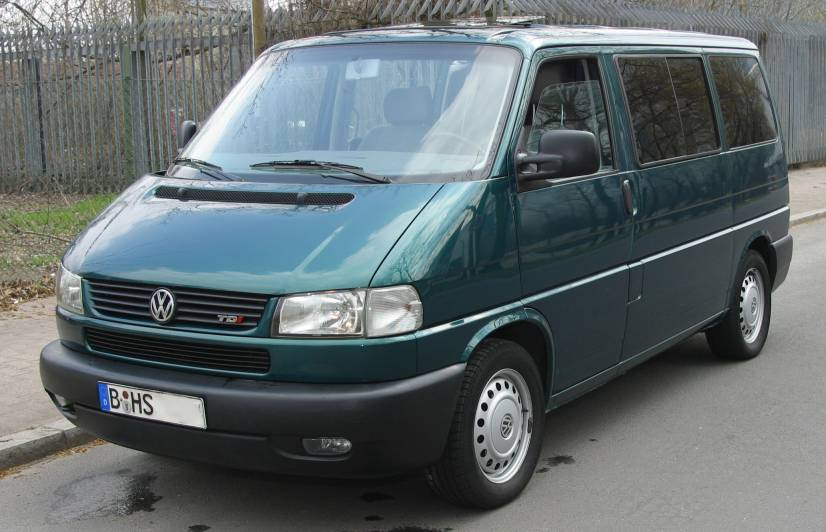
VW T4 Multivan (1996—2003)

Представлений в 1990 році Т4 є першим Транспортером в якому було використано передньомоторне розташування двигуна. Також у Т4 з'явився передній привід і водяне охолодження двигуна. Він випускався з двома стандартними колісними базами: «короткій» (2920 мм) і «довгій» (3320 мм) і з різною висотою даху. Було додано задню вісь нижнього важеля зі спіральними пружинами, які дозволили зменшити навантаження на підлогу.
Т4 виготовлявся в п'яти типах кузова:
- Panel Van (без вікон позаду центральної стійки)
- Kombi Van або Half-Panel (з вікнами між 2 і 3 стійками)
- Caravelle і Multivan (з вікнами з усіх сторін)
- Westfalia (модифікація для кемпінгу)
- DoKa (платформа із здвоєною кабіною, назва DoKa походить з німецької DoppelKabine).

У 1992 році T4 зовойовує титул Міжнародний фургон року.
VW продовжив лінійку Caravelle, California і Multivan, які стали ще більш відмінними від базової модифікації Transporter. Т4 отримав величезне поширення в Європі, країнах колишнього соцтабору і в Україні. Т4 так само випускався в модифікації Syncro, але досягти колишньої величі Т3 Syncro ця модель так і не змогла.
У 1996 році модель модернізували.
У 2003 році модель Transporter T4 зняли з виробництва.

## VW Т5 (2003—2015)

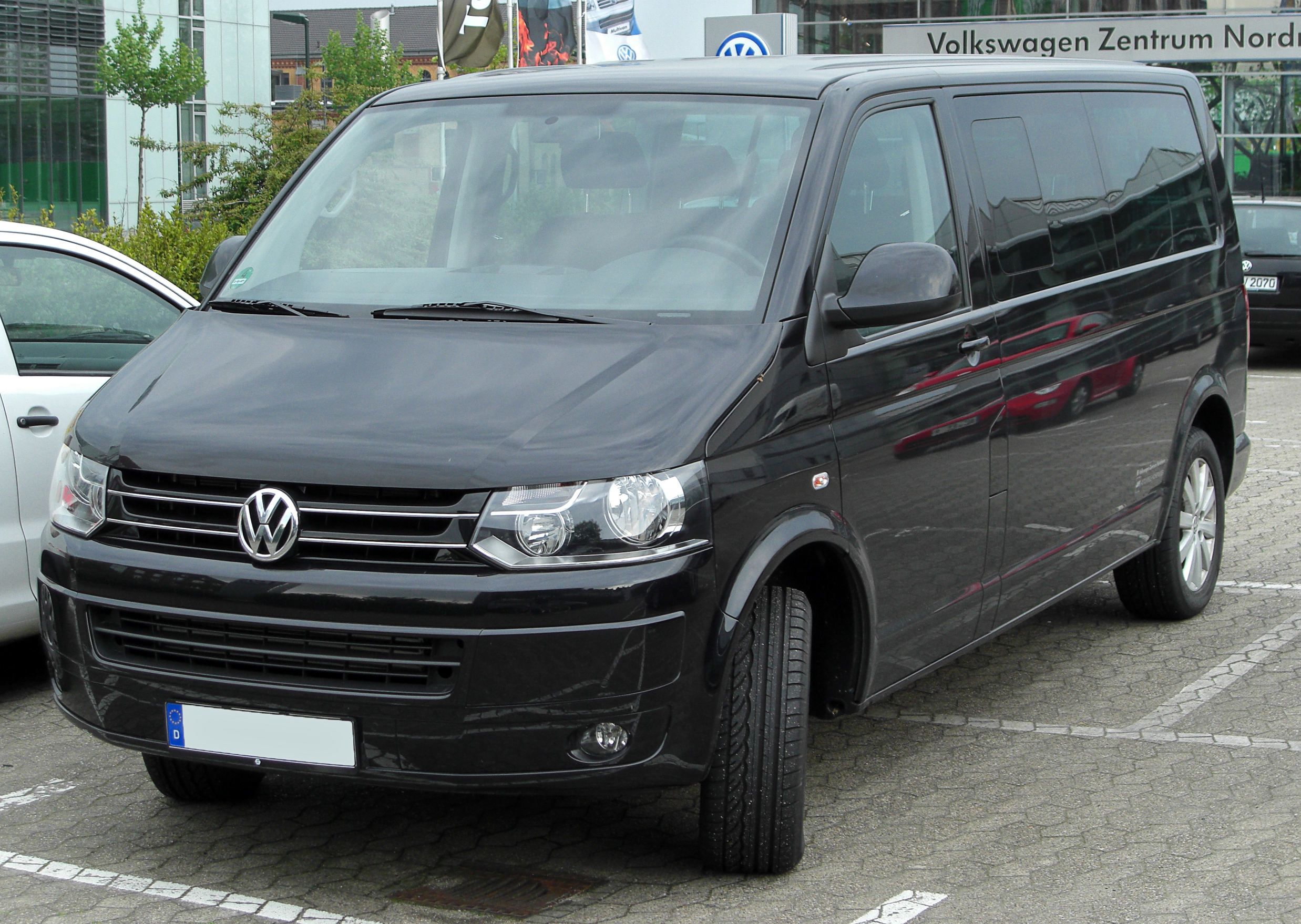
VW Caravelle (T5) фейсліфт (з 2010)

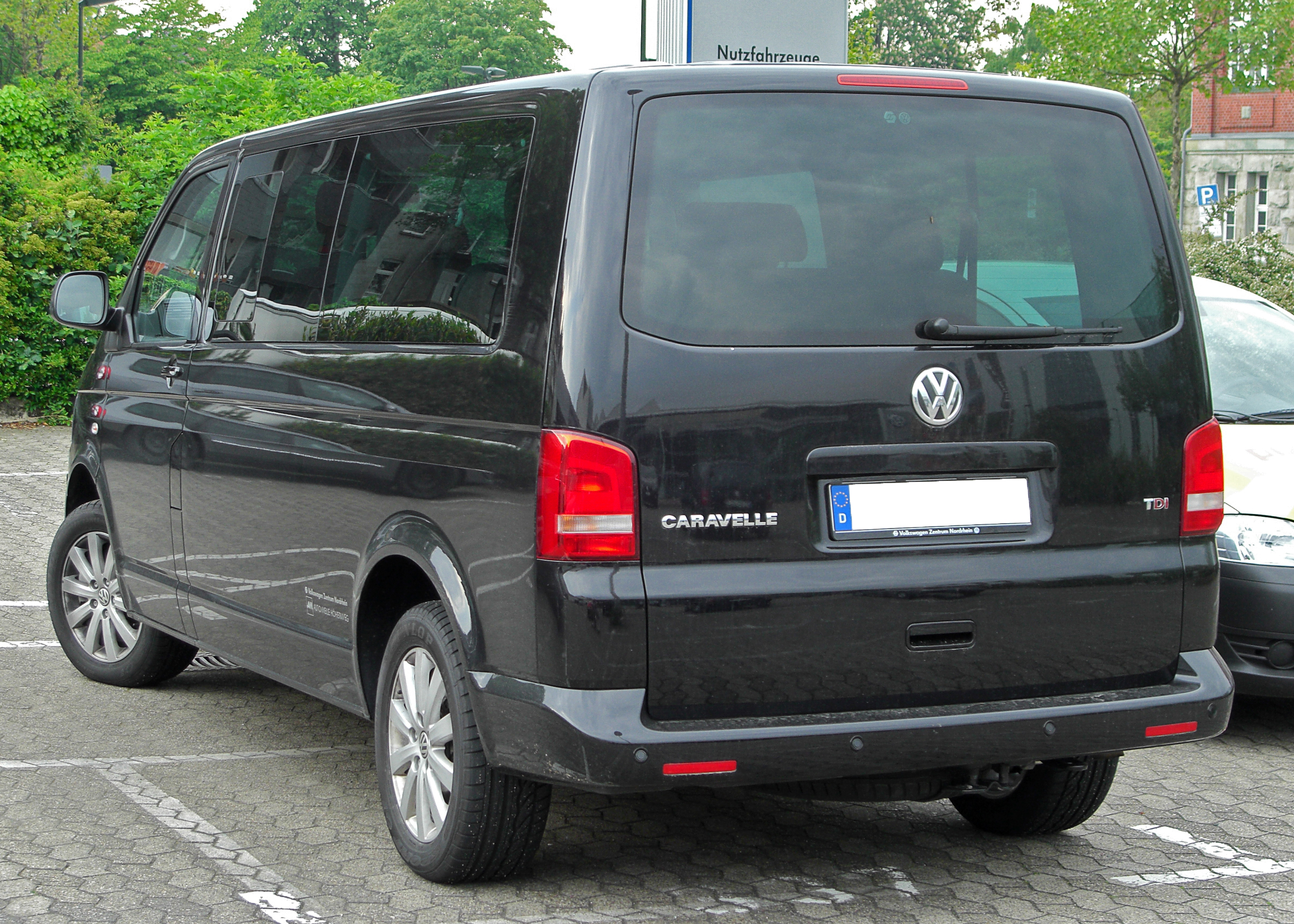
VW Caravelle (T5) фейсліфт (з 2010)

T5 випускається з 2003 року. У 2004 році T5 завойовує титул Міжнародний фургон року. Як і його попередник Т4, Т5 має передній поперечний двигун. Джойстик перемикання коробки передач був перенесений на приладову панель. Більш дорогі моделі (Caravelle, Multivan, California (автодім)) зовні відрізняються від звичайних Transporter'ів хромованими смужками на кузові. У T5 застосований ряд технічних нововведень: всі дизельні двигуни тепер оснащені насос-форсункою, безпосереднім вприскуванням і турбонагнітачем. Моделі оснащуються п'яти-і шести-циліндровими двигунами обладнуються автоматичною коробкою передач і можуть мати повний привід на чотири колеса. Т5 виробляють в Ганновері (Німеччина) та Познані (Польща).
Т5 — перший Transporter який не йде на експорт в США. Це призвело до різкого збільшення продажів залишків Т4.
Найрозкішніша версія Т5: Multivan Business коштує в Німеччині близько 120'000 євро. У його стандартну комплектацію входять бі-ксенонові фари, навігаційна система GPS, автоматичний клімат-контроль, електричні розсувні двері, холодильник, столик по центру, різноманітні розважальні системи і т. д.
З середини 2007 ро а пропонується Multivan з подовженою колісною базою 3,4 метра і довжиною 5,29 метра.
У 2010 році все сімейство Т5 модернізували, що позначилося як на зовнішньому вигляді так і на технічній начинці.

## VW Т6 (2016—2024)

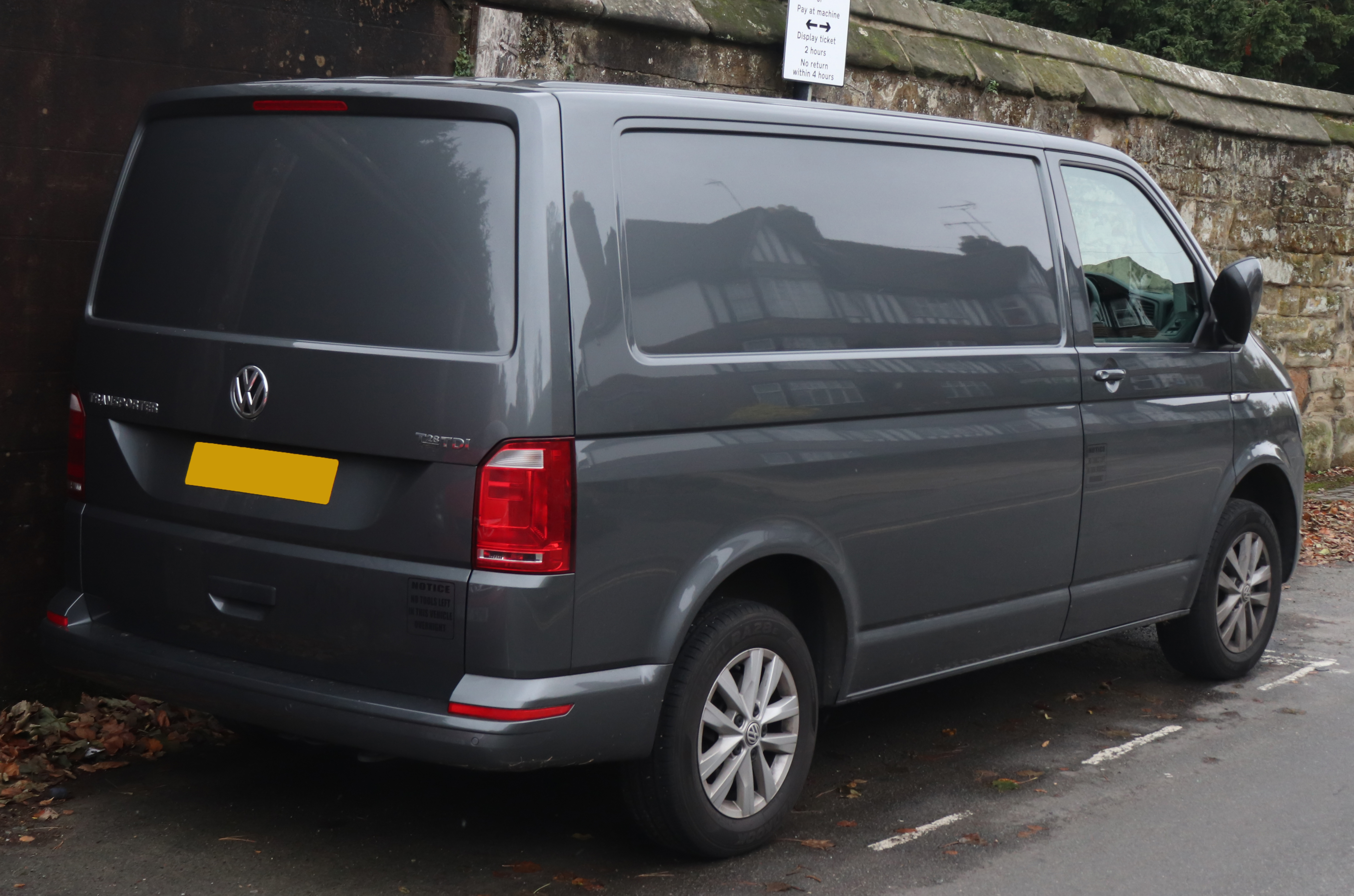
VW Transporter T6

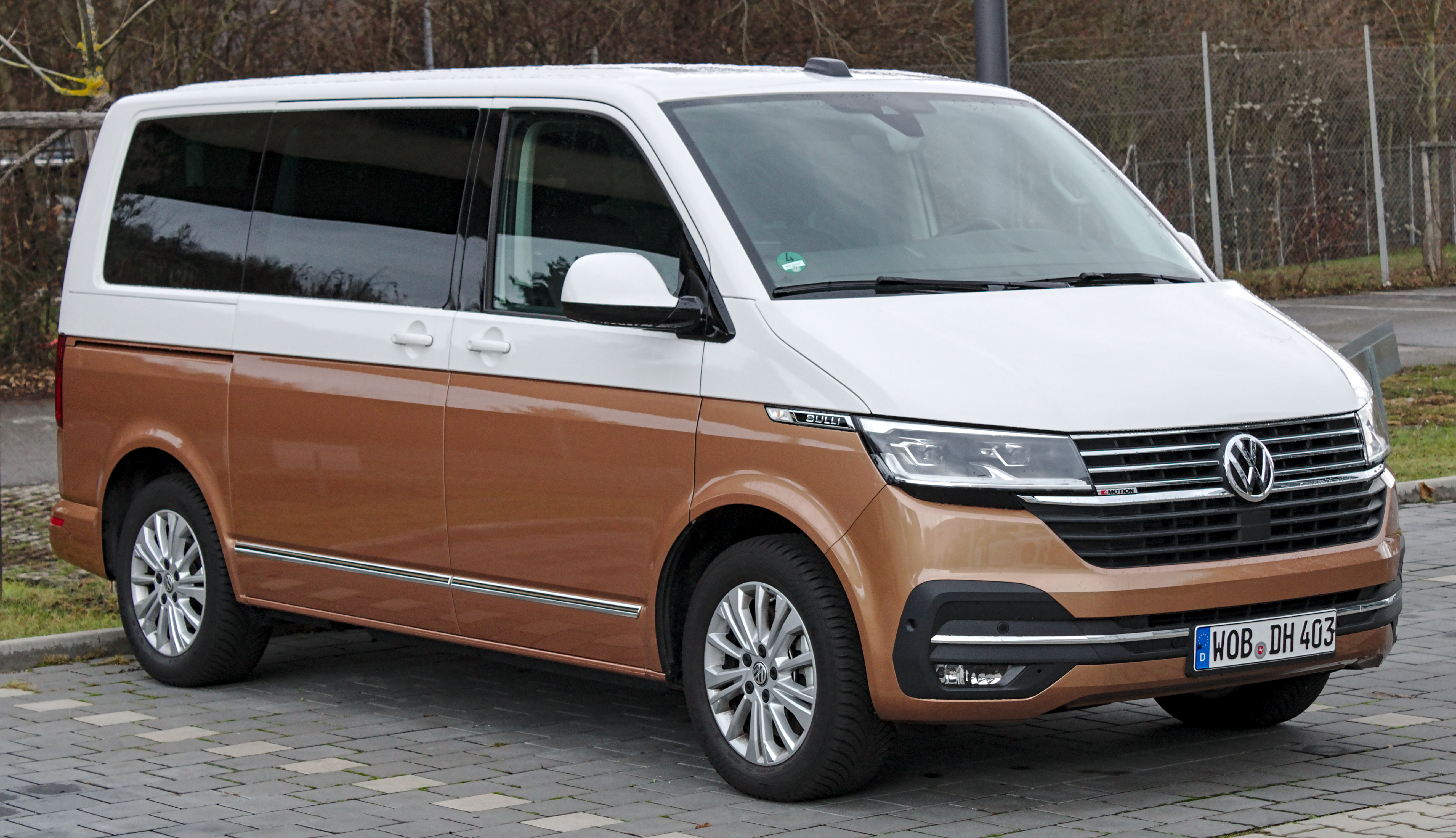
VW Multivan T6.1 (з 2019)

У 2015 році дебютував Volkswagen T6, який є глибоким рестайлінгом T5 з новими двигунами та зовнішнім виглядом в стилі концепт-кара VW Tristar Concept 2014 року.
Моделі 2015 року відзначились змінами в екстер'єрі. Покоління T6 отримало сучасні фари та бампери. Решітка радіатора стала більш виразною. З'явились передні протитуманні вогні. Салон Multivan просторий та практичний, з приладовою панеллю як у легкового автомобіля та маневреними сидіннями, які підлаштовуються під потреби власника. Розташування кнопок та перемикачів типове для автомобілів Volkswagen з їх логічністю та простотою. 
Незважаючи на комерційне підґрунтя, сучасні мікробуси Multivan зорієнтовані на водія та пасажирів. Комфорту яких сприяють такі елементи оснащення, як: передні капітанські крісла з електроприводом, бардачок з функцією охолодження, багатозонне кондиціонування повітря, інформаційно-розважальна система з сенсорним екраном, App Connect, MP3 сумісністю та голосовим контролем. Не оминули увагою й аспект безпеки. Так, до бази автомобіля увійшли: шість подушок безпеки, антиблокувальна гальмівна система, система контролю стійкості, диференціал з електронним блокуванням, система локації простору перед автомобілем з аварійним гальмуванням у межах міста, адаптивний круїз-контроль, система виявлення втоми водія та камера заднього виду.
Сучасний T6 пропонує пристойну економію пального, високу якість, місткість зі значним зниженням шуму салону. Фургони 2015 року можна обрати у двох варіантах колісної  бази, трьох варіантах висоти, чотирьох варіантах вантажопідйомності і це не враховуючи версії з цільнометалевим корпусом та конфігурацій Kombi, Shuttle, Caravelle та California. Лінійка двигунів запозичена у Golf.

## VW Т7

#### T7 Multivan (з 2022)
Volkswagen Nutzfahrzeuge представили T7 Multivan 10 червня 2021 року як модель 2022 р. Він заснований на модульній поперечній платформі (MBQ Evo) і доступний у двох довжинах (4,98 або 5,18 метра). Вперше пропонується плагін-гібридна версія. T6.1 залишається у продажу як фургон до 2023 р. Т7 нижчий, ніж Т6; З його висотою 1,90 метра він може проїхати до більшості гаражів. Тому лобова площа менша. Він більш похилий, ніж на Т6; в результаті коефіцієнт опору став меншим. Підлога в Т7 на 7 см глибша, ніж у Т6.

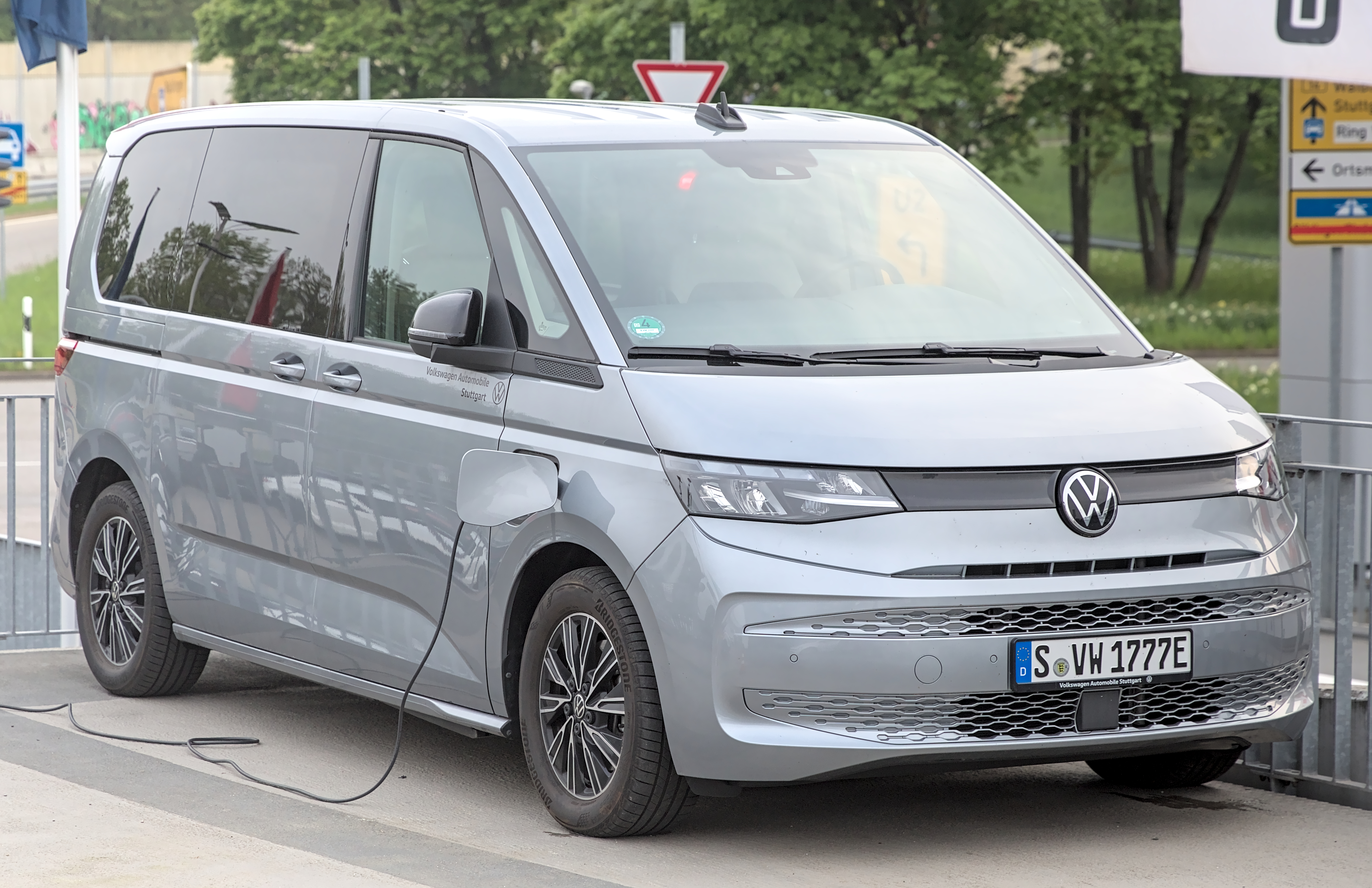
VW T7 Multivan PHEV (вид спереду)
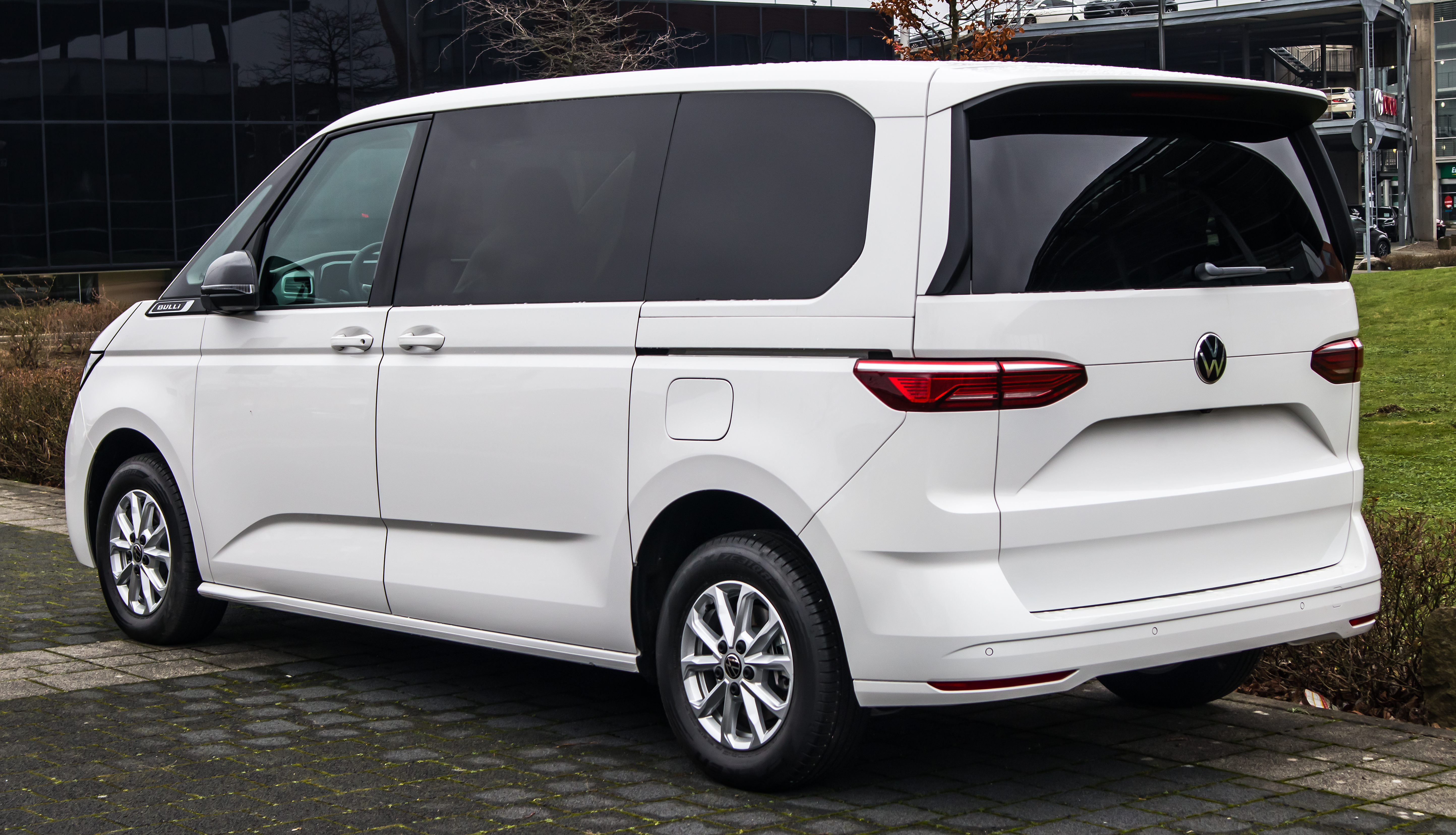
VW T7 Multivan (вид ззаду)
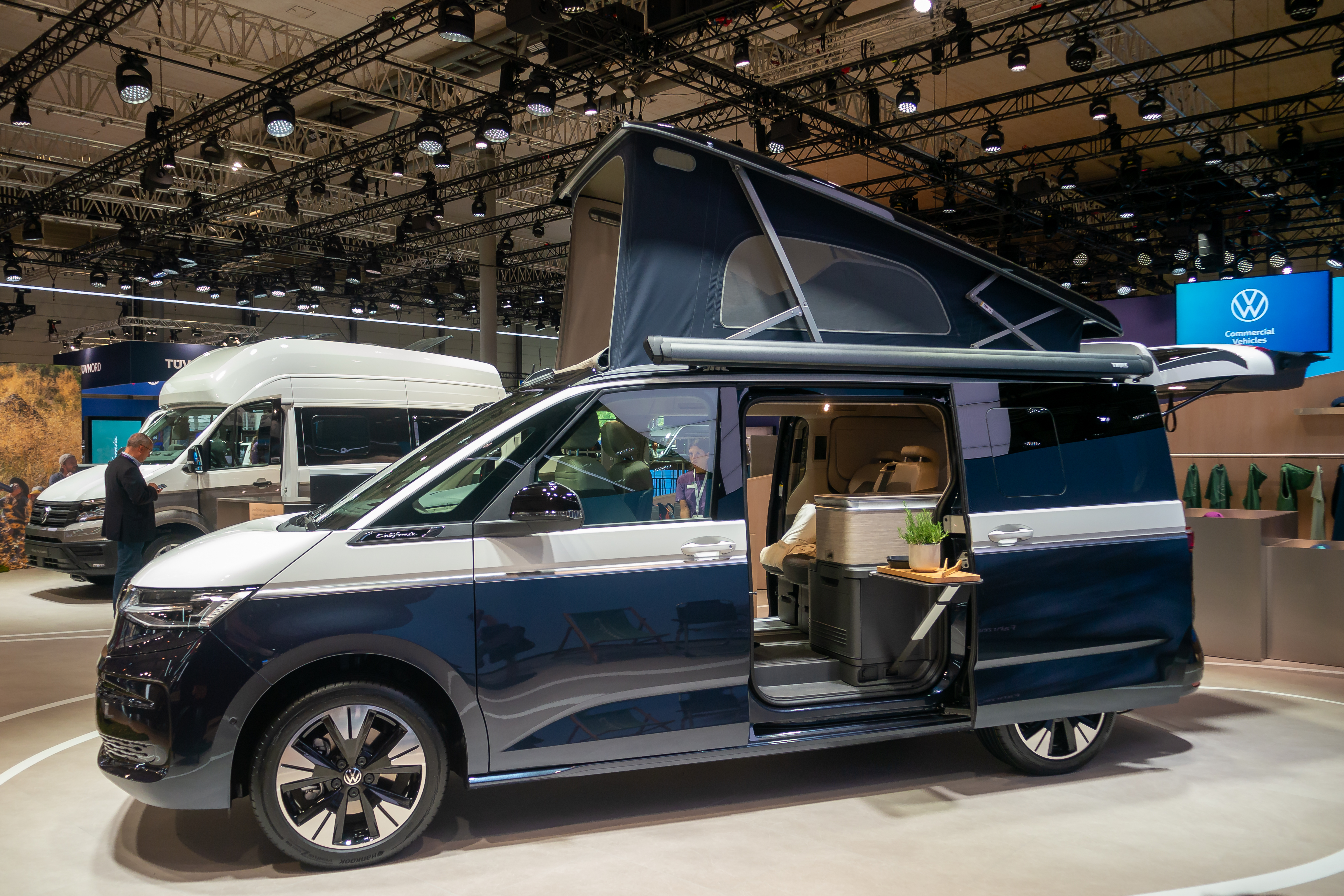
VW California на базі T7 Multivan

#### T7 Transporter (з 2024)
У другому кварталі 2024 року з’явився Transporter T7, розроблений спільно з Ford, він є близнюком Ford Transit Custom другого покоління і виробляється разом з ним на заводі Ford Otosan у Туреччині.

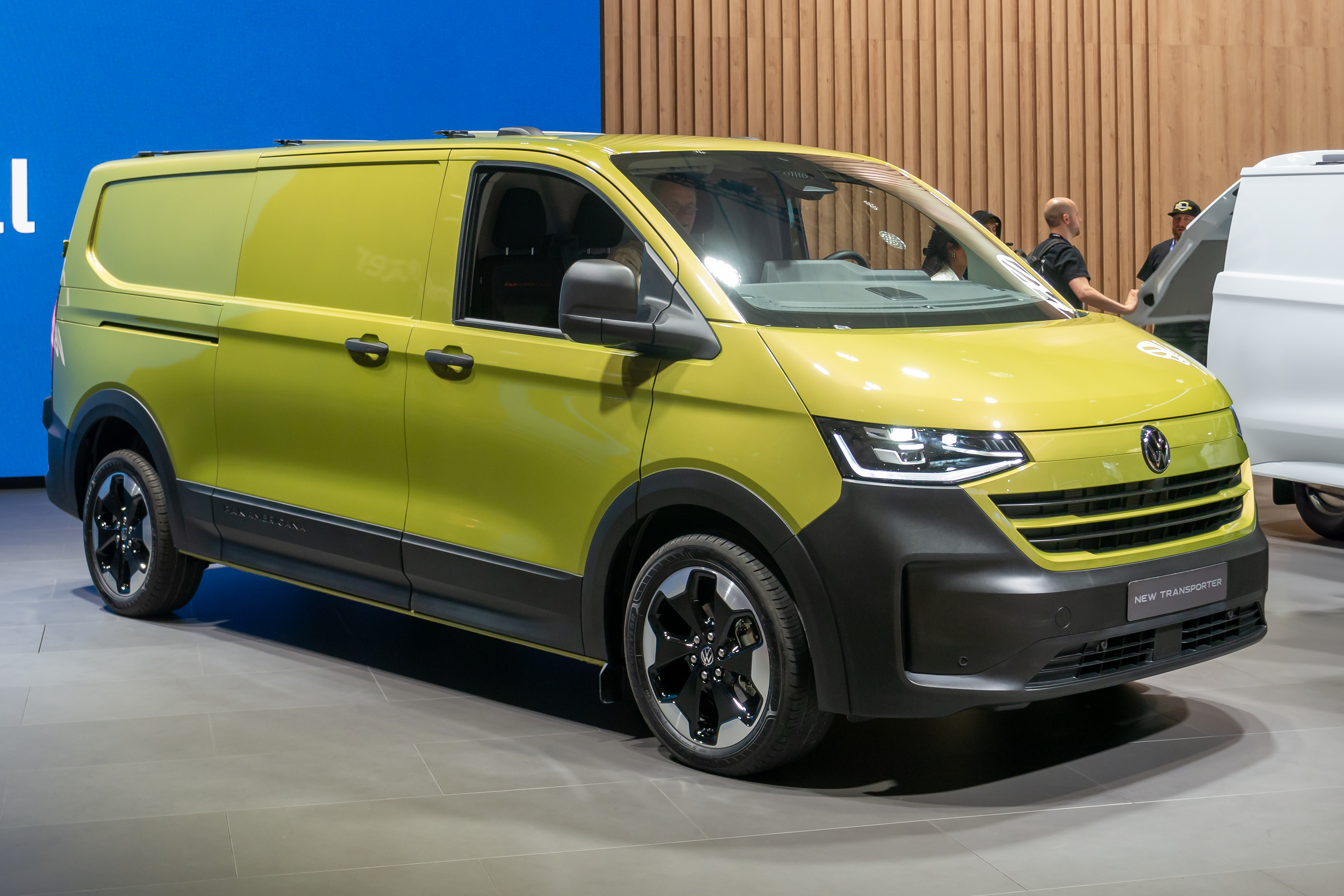
T7 Transporter (вид спереду)
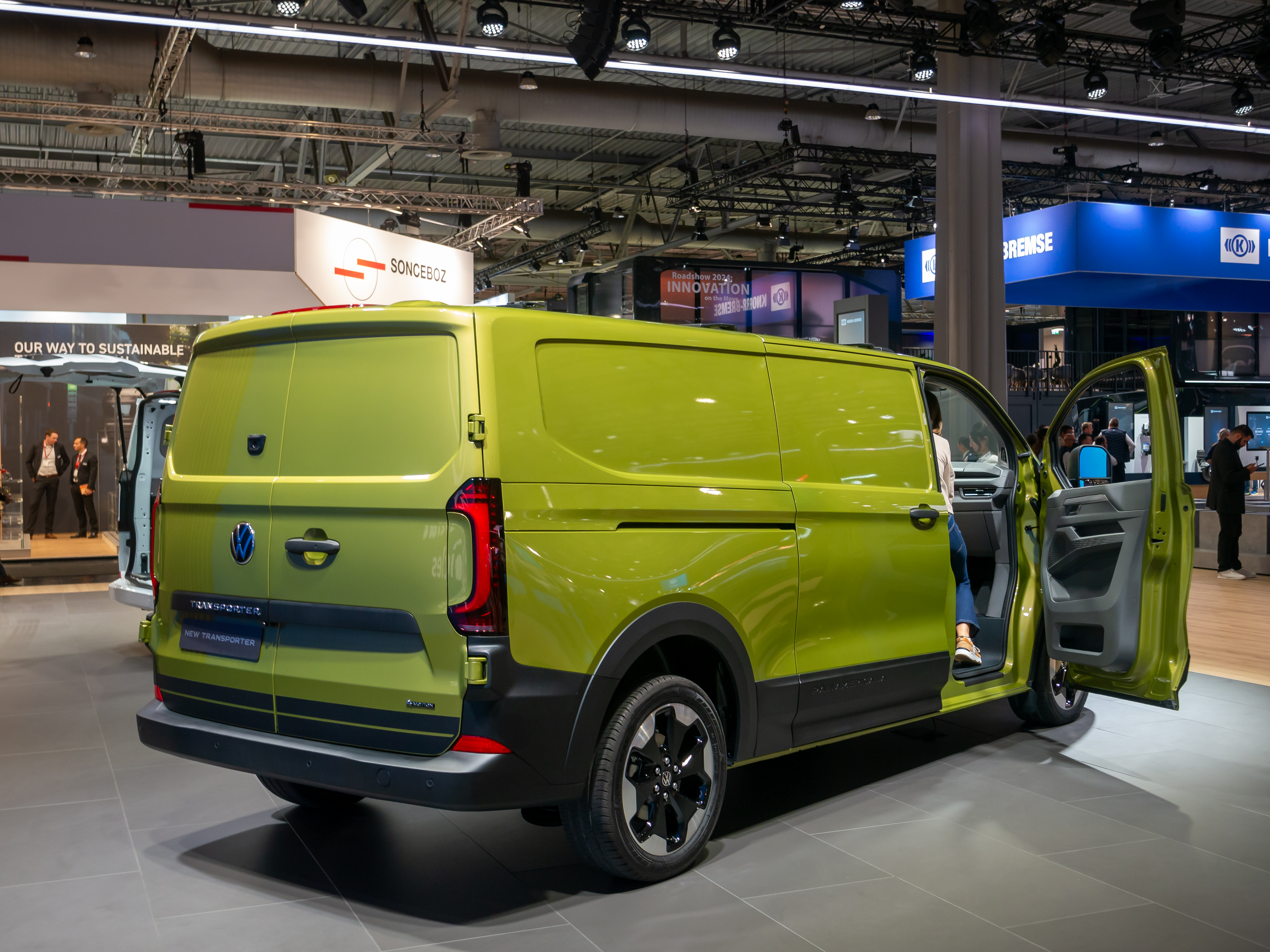
T7 Transporter (вид ззаду)
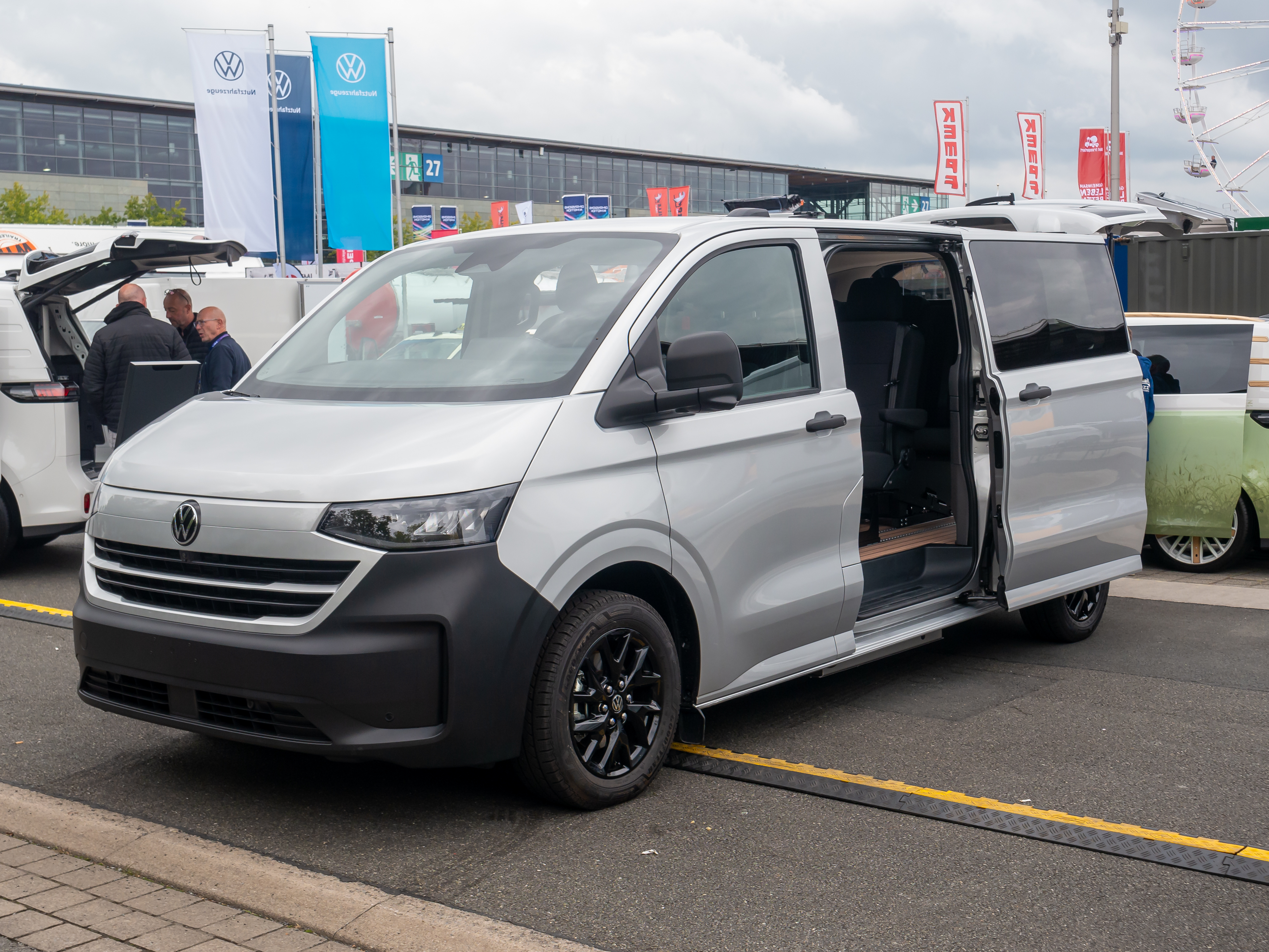
VW Caravelle на базі T7 Transporter

## Появи у фільмах
- Т1 з'являється у фільмах: Тачки, Ресторан Еліс та в телепередачі Руйнівники легенд.
- Т2 з'являється у фільмах: Маленька міс щастя, Назад в майбутнє, Джекі Браун, Форсаж 5, Ронін, телесеріалі Залишитися в живих.
- Т3 з'являється у фільмах: Ніч живих придурків, Геймер, Lammbock[en], Приватний детектив Магнум, Вихователі, Komm, süßer Tod[de] та в деяких інших фільмах, у кліпі на пісню «Ich will» групи Rammstein.

## Схожі моделі VW

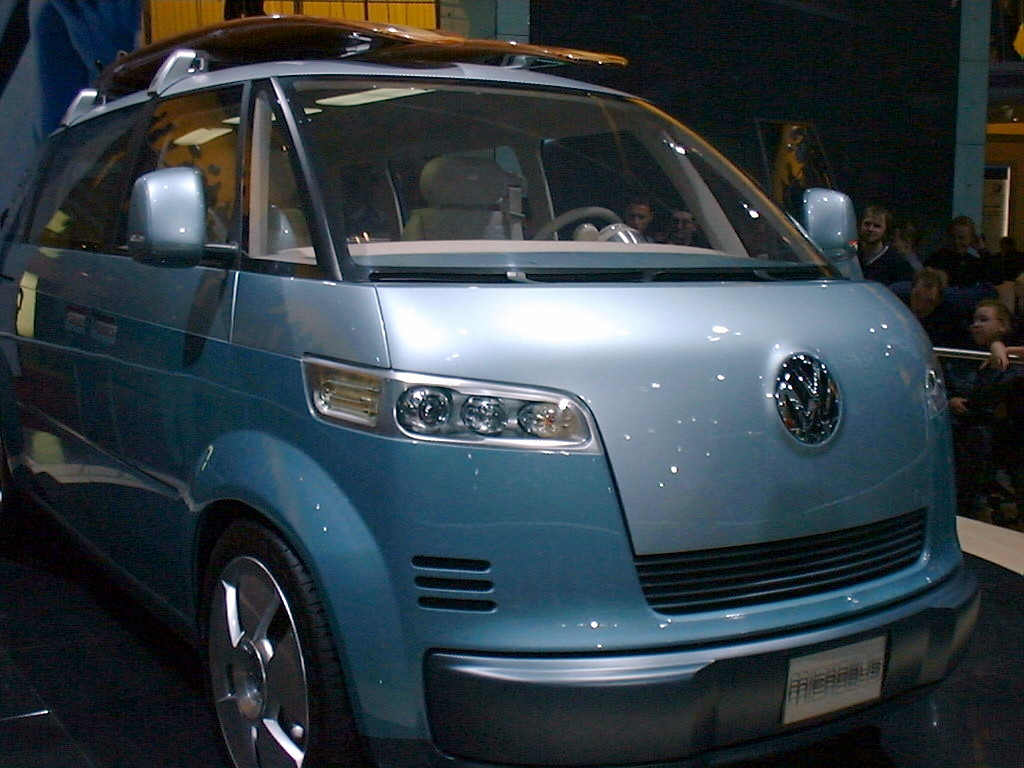
концепт VW Microbus на виставці в 2001 році

- Volkswagen Microbus Concept[en] — концепт-кар представлено публиці 2001 і 2004 року. Виконаний у стилі ретро і трохи нагадує Т1—Т2. У 2005 його виробництво було відкладено на невизначений термін. У 2008 році деякі джерела повідомили що Microbus Concept все-таки з'явиться на ринку[10]
- Volkswagen Typ 147 „Fridolin“
- Volkswagen EA489 Basistransporter / Hormiga
- Volkswagen ID.Buzz
- Volkswagen LT / Sülzer / Pegaso Ekus
- Volkswagen Crafter / Grand California
- Volkswagen Caddy / Caddy California

## Продажі
| Рік  | Європа |
| ---- | ------ |
| 2010 | 65.150 |
| 2011 | 72.250 |
| 2012 | 69.539 |
| 2013 | 70.134 |
| 2014 | 81.324 |